# 7-Zip
7-Zip — файловий архіватор з високим ступенем стиснення. Велика частина вихідного коду є відкритою і поширюється за ліцензією GNU LGPL, код unRAR поширюється під змішаною ліцензією (GNU LGPL + обмеження unRAR) [Архівовано 6 лютого 2015 у Wayback Machine.]. За умовами ліцензії 7-Zip можна використовувати безплатно на будь-якому комп'ютері, включаючи комп'ютери комерційних організацій, без необхідності реєстрації.
Версія для командного рядка була портована для систем стандарту POSIX під назвою p7zip.

## Історія
Архіватор 7-Zip вперше випущений у 1999 році російським програмістом Ігорем Павловим.

## Основні характеристики 7-Zip
- Підтримувані формати:
  - Повністю: 7z, ZIP (окрім версії WinZip 11), gzip, bzip2, tar.
  - Частково (тільки розпаковування і перегляд): архівів APM, ar, ARJ, CAB, CHM, cpio, deb, FLV, JAR, LZA/LZH, LZMA, MSI, MSLZ, Office Open XML, NSIS, onepkg, RAR, RPM, smzip, SPLIT, Z[en], SWF, XAR та знімків дисків CramFS, DMG, FAT, HFS, ISO, MBR, NTFS, SquashFS, UDF, VHD, WIM.
- Дуже високий ступінь стиснення в форматі 7z завдяки використанню вдосконаленого алгоритму Лемпела-Зіва.
- Для форматів ZIP і GZIP ступінь стиснення на 2-10 % вище, ніж для PKZip і WinZip.
- Можливість створення саморозпакувальних архівів для формату 7z.
- У форматі 7z можливо створювати багатотомні архіви (за винятком тих, що розпаковуються самостійно).
- Можливість шифрування архівів алгоритмом AES з довжиною ключа 256 біт (для формату 7z).
- Інтеграція в оболонку Microsoft Windows і Windows NT.
- Плагін для програми FAR Manager.
- Плагін для програм Total Commander і Unreal Commander.
- Багатомовна (включно з українською) графічна оболонка (лише для Windows) з функціями двовіконного файлового менеджера.
- Потужна версія для командного рядка.
- Існує версія як для 32-розрядних, так і для 64-розрядних систем.
- Налаштування використання множинних ядер ЦП.
- Оболонка командного рядка

## Ступінь стиснення
Результати за ступенем стиснення більше залежать від даних, що стискаються, ніж від архіватора, що використовується. Зазвичай, 7-Zip стискає у формат 7z на 30-50 % краще, ніж у формат zip, а у формат ZIP — на 2-10 % краще, ніж інші ZIP-сумісні архіватори.
У більшості випадків ступінь стиснення вищий, ніж у RAR (за винятком деяких мультимедіа даних). Швидкість стиснення при цьому нижча, але не критично (як правило, не більше ніж на 30 %).
Щобільше, вважається, що за ступенем стиснення 7-Zip поступається лише архіваторам типу PAQ, які, проте, мають на кілька порядків більший час стиснення і розпакування.

## Переваги та недоліки

### Переваги
- вільне ПЗ із відкритим сирцевим кодом (поширюється за ліцензією GNU LGPL);
- безплатність;
- високий ступінь стиснення[3];
- висока швидкість розпаковування;
- багатопотокове стиснення;
- підтримка шифрування AES-256;
- підтримка 64-бітних систем.

### Недоліки
- при високому рівні стиснення швидкість стиснення даних помітно нижча, ніж у багатьох популярних архіваторів[4];
- при стисненні деяких даних мультимедіа поступається RAR’у;
- неможливо відкрити обірвані 7-zip архіви (наприклад, якщо архів був завантажений не до кінця) — в таких архівах неможливо ні ознайомитися зі списком архівованих файлів, ні розархівувати файли, які є в частково завантаженому архіві;
- формат файлів 7z не призначений для використання з потоками, через це замість 7-Zip інколи використовують tar і LZMA Utils[5];
- (p7zip) не зберігаються власник і група файлу POSIX (цей недолік усувається використанням 7-Zip або LZMA Utils спільно з tar).

## Відомі проблеми
У 2016 році дослідники фірми Cisco виявили вразливості (CVE-2016-2335, CVE-2016-2334) типу переповнення буфера в де-архіваторі 7-zip. Дана вразливість виникає при обробці файлів формату Universal Disk Format (UDF, використаний в стандартах DVD-Video та DVD-Audio). Дослідники підтвердили наявність цієї вразливості у версіях 7-Zip 15.05 beta та 9.20. Потенційно, дана вразливість може дозволити зловмиснику здійснити несанкціоноване виконання коду на комп'ютері жертви. Дана вразливість виправлена у версії 16.0.
Версії 7-Zip до 18.05 при відкритті спеціально підготовленого RAR архіву виконували довільний код, що містився у цьому архіві. Вразливість CVE-2018-10115 була виправлена 30 квітня 2018 року.
26 серпня 2023 року, ТОВ «Neowin» з міста Плімуту, штат Мічиган (США), повідомило результати тестування збірок Windows 11 з підтримкою форматів архівів 7-Zip, WinRAR, GZ та інших. Особливу увагу було привернуто до нативного розпакувальника, який було вбудовано до Windows 11. Згідно з повідомленням, щоб розархівувати RAR файл розміром 24 ГБ, вбудована в систему технологія витрачала втричі більше часу, ніж це здійснював WinRAR. Якщо розглядати архіви у форматі 7z, то тут результат був ще гірший: на розпакування файлу-архіву пішло майже дев'ять хвилин, а WinRAR і утиліта NanaZIP впоралися приблизно за одну хвилину. Єдиний формат, при роботі з яким нативний розпакувальник Windows 11 практично не поступився WinRAR та NanaZIP, це — tar. Автори тестування (ТОВ «Neowin»), проводили тести на двох конфігураціях обладнання, а саме з Intel Core i3-1125G4, 16 ГБ ОЗП DDR4-3200 та 500 ГБ NVMe SSD та десктоп з Ryzen 5 2600, 32 ГБ ОЗП DDR4-3200 та Samsung 980. Вони вважають, що у релізній версії оновлення для Windows 11, яке вийде у вересні 2023 року, роботу з форматами RAR та 7z буде покращено.
В лютому 2025 року американське видання Bleeping Computer повідомило, що з вересня 2024 року в архіваторі 7-Zip фіксується уразливість, яка  дозволяє зловмисникам обходити функцію безпеки у Windows під назвою Mark of the Web (MotW) та яка використовується російськими хакерами як атака «нульового дня». Згідно з дослідженнями Trend Micro, ця вразливість була використана в кібератаках зі SmokeLoader, спрямованих на український уряд і приватні компанії. Команда Zero Day Initiative (ZDI) компанії Trend Micro вперше виявила цю вразливість, яка тепер відстежується як CVE-2025-0411, 25 вересня 2024 року, спостерігаючи її використання російськими кіберзлочинцями. Хакери використовували CVE-2025-0411, застосовуючи подвійне архівування (архів в архіві), щоб скористатися відсутністю успадкування позначки MoTW. Це дозволяло відкривати шкідливі файли без спрацьовування попереджень.